# Betasuppe
Betasuppe är en traditionell norsk maträtt, en ärt- eller korngrynsoppa med grönsaker, köttbitar och/eller korvbitar.